# بندری (کوخرد)
 بندری  نام محلی است در «پشت رودخانه» ازتوابع بخش کوخرد شهرستان بستک و در غرب استان هرمزگان در جنوب ایران. 
 بندری  در کنار رودخانه مهران واقع می‌باشد. و چون در کنار رودخانه قرار دارد آن را «بندری» نامگذاری کرده‌اند. منطقه کشاورزی لرکش از سمت شمال رودخانه واقع شده‌است.

## محدوده بندری
ازشمال رودخانه مهران و «بیشت مظفری»، و از جنوب کاد ممدی و دره کنخور، و از سمت مغرب زمین جوکار، و ازسمت مشرق به زمین جوکار  منتهی می‌شود.

## زمین زیر کشت
در حدود ۵۰ من زمین زیر کشت دیم دارد، قسمتی از زمین جوکارش تعلق به «قبیله آل مظفر» دارد، و قسمت دیگر به «مال الله» تعلق دارد. 
در بندری چند بند نخل خرما وجود داشته بوده که در حال حاضر تعداد کمی از آن‌ها باقی مانده‌است، همچنین آثار چند حلقه چاه آب نیز وجود دارد که در زمان قدیم به‌وسیله «دَلُو» آب از چاه می‌کشیدند ونخلها را آب یاری می‌کردند.
« بیشت مظفری » (بیشت به واژه کوخِردی به دشتی گفته می‌شود که در لب رودخانه قرار داشته باشد)، در بیشت مظفری در حدود ۱۰۰ من جو و گندم می‌توان کاشت. زمین‌های بیشت مظفری تعلق به «آل مظفر» و «سیدها» دارد.
بیشت مظفری در جنوب رودخانه مهران ودرشمال شرقی بندری واقع شده‌است.
شاعر محلی می‌سراید:
| گُلِسُون نوبهاری «بندری» گل |  | دل مو مبتلا مانند بلبل |
| چدم پُشت مُدوُن با گل عذارم |  | غم عاشق کسی ناکند تحمل |

## فهرست منابع و مآخذ
- محمدیان، کوخردی، محمد. به یاد کوخرد ج۲. چاپ اول، دبی: سال انتشار ۲۰۰۳ میلادی.
- دیوان:  اشعار معروف کوخردی ، ناشر: همسایه .، ایران: چاپ اول، انتشار سال ۱۳۸۵ خورشیدی.
- الکوخردی، محمد، بن یوسف، (کُوخِرد حَاضِرَة اِسلامِیةَ عَلی ضِفافِ نَهر مِهران Kookherd, an Islamic District on the bank of Mehran River) الطبعة الثالثة، دبی: سنة ۱۹۹۷ للمیلاد.